# Autorretrato con caballete
Autorretrato ante el caballete  es una pintura al óleo sobre lienzo de Sofonisba Anguissola, fechada en 1556-1557 y conservada en el Castillo de Łańcut. No es solamente un autorretrato, sino también un cuadro devocional de Sofonisba Anguissola, de la que se conocen numerosos autorretratos.

## Descripción
Numerosos fueron los autorretratos pintados por Sofonisba Anguissola, entre los cuales Autorretrato a la espineta (Nápoles, Museo Nacional de Capodimonte) parece pertenecer a la misma época que este autorretrato, o los anteriores Autorretrato pintado en 1554, Viena, Kunsthistorisches Museum y Autorretrato en miniatura, Boston, Museum of Fine Arts. 
Otras veces Sofonisba Anguissola se pintó a sí misma junto con personas de su familia. En el autorretrato de Viena aparece un año más joven y su pintura es ciertamente más inmadura, la aplicación del color es menos hábil y hay alguna imprecisión en la redondez del rostro. Sujeta en la mano un librito abierto, en el cual se lee la frase: Sophonisba Angussola Virgo seipsam fecit 1554.
Este cuadro se parece en su estilo al Autorretrato a la espineta que se encuentra en Nápoles. No se conoce la pintura que aparece sobre el caballete y no se sabe si es simplemente una recreación o si la pintó de verdad. Sus vivos colores contrastan con el sobrio atuendo oscuro de la joven, con un sobretodo como prenda de trabajo.
Sofonisba Anguissola entró en contacto con la escuela pictórica de Bérgamo, especialmente con las obras de Giovanni Battista Moroni, apodado Il Moretto. Luego se volvería más atenta a los detalles. Aquí su pincel pinta el brazo del Niño; sobre la paleta, apoyada sobre la ménsula del caballete, está lista una mezcla de colores; el blanco encaje almidonado del cuello y puños de la camisa destaca sobre el severo vestido oscuro, a la moda de la época, con las mangas fruncidas hasta los codos; sobre el vestido la pintora se ha puesto un sobretodo negro de trabajo; sus cabellos con raya en medio y recogidos en una trenza arrollada alrededor de la cabeza, como un diadema.
Dulcísimo y tierno es el abrazo y beso de la Madonna al Hijo, cuyo perfil recuerda el de las hermanas de Sofonisba.

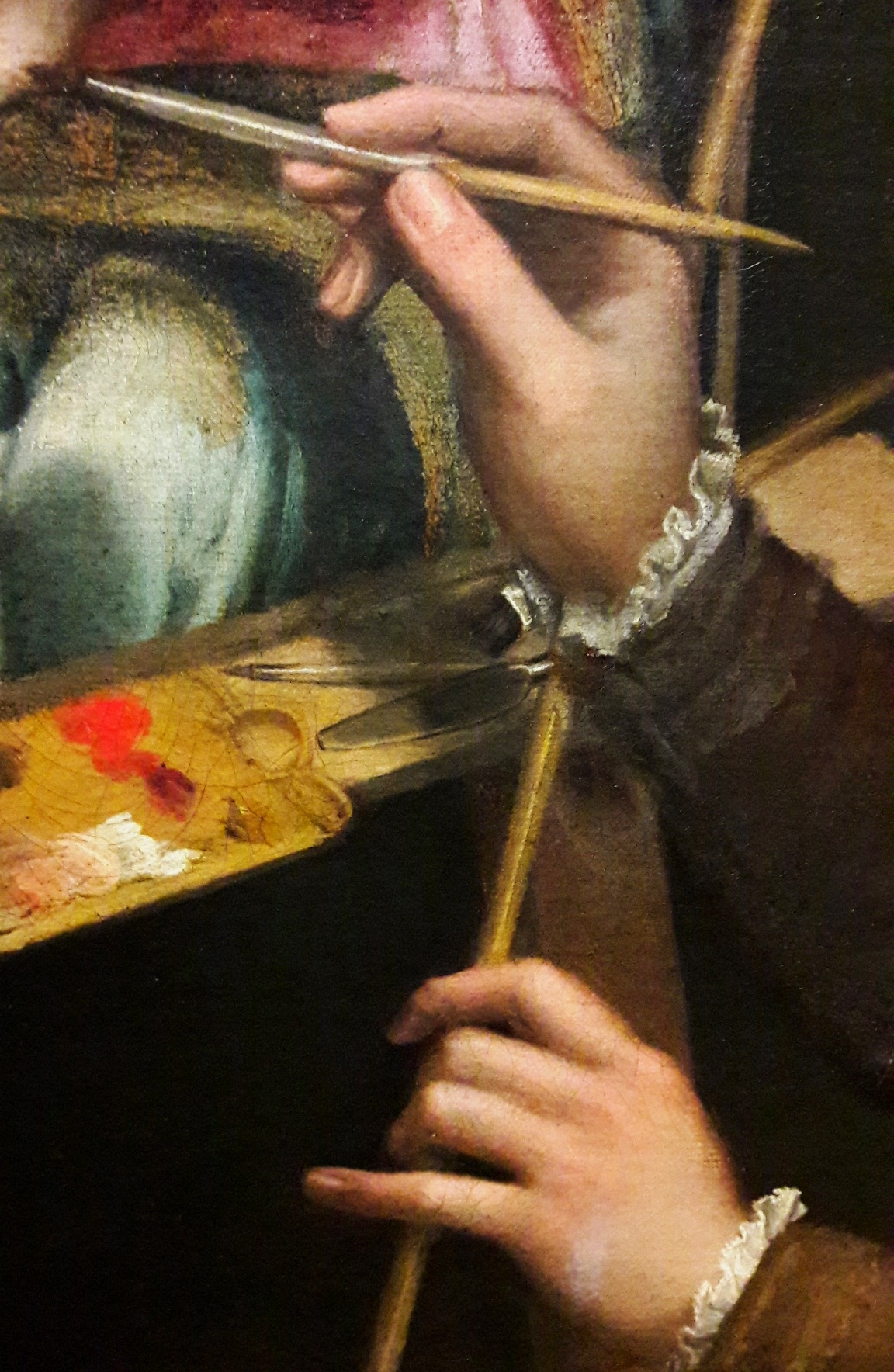
Sofonisba Anguissola, Autorretrato (detalle).

La fecha correcta de este Autoritratto al cavalletto podría ser 1565, año de la muerte de su hermana Lucia Anguissola, que también fue pintora. Esto explicaría también la idea de un cuadro devocional, dedicado a la Virgen con el Niño.
Sofonisba Anguissola vivió muchos años en Palermo después de haber vivido en España, como pintora de cámara y dama de compañía de la reina. Se casó en 1573 con un noble siciliano, Fabrizio Moncada, hermano del virrey de Sicilia, que murió cinco años después, en un naufragio cerca de Capri. Conoció luego al noble Orazio Lomellini y se volvió a casar.

### Exposiciones
- Brescia. El Renacimiento en la Italia del norte, Varsovia, Museo Nacional, 2 de junio - 28 de agosto de 2016.